# المجلس الأعلى للجامعات (مصر)
المجلس الأعلى للجامعات (بالإنجليزية: Supreme Council of Universities - SCU)‏ هو مجلس حكومي مصري. ويتبعه الجامعات المصرية الحكومية التي تشرف عليها وزارة التعليم العالي.

## القوانين المنظمة
- قانون رقم 49 لسنة 1972: بشأن تنظيم الجامعات.[1]
- قانون رقم 54 لسنة 1973: بشأن تعديل قانون تنظيم الجامعات.[2]
- قانون رقم 11 لسنة 1974: بشأن تعديل قانون تنظيم الجامعات.[3]
- قانون رقم 18 لسنة 1974: بشأن تعديل قانون تنظيم الجامعات.[4]
- قانون رقم 83 لسنة 1974: بشأن تعديل قانون تنظيم الجامعات.[5]
- قانون رقم 120 لسنة 1974: بشأن تعديل قانون تنظيم الجامعات.[6]
- قانون رقم 70 لسنة 1975: بشأن تعديل قانون تنظيم الجامعات.[7]
- قانون رقم 93 لسنة 1976: بشأن تعديل قانون تنظيم الجامعات.[8]
- قانون رقم 18 لسنة 1981: بشأن تعديل قانون تنظيم الجامعات.[9]
- قانون رقم 42 لسنة 1981: بشأن تعديل قانون تنظيم الجامعات.[10]
- قانون رقم 155 لسنة 1981: بشأن تعديل قانون تنظيم الجامعات.[11]
- قانون رقم 98 لسنة 1986: بشأن تعديل قانون تنظيم الجامعات.[12]
- قانون رقم 142 لسنة 1994: بشأن تعديل قانون تنظيم الجامعات.[13]
- قانون رقم 116 لسنة 2008: بشأن تعديل قانون تنظيم الجامعات.[14]
- قانون رقم 84 لسنة 2012: بشأن تعديل قانون تنظيم الجامعات.[15]
- قانون رقم 52 لسنة 2014: بشأن تعديل قانون تنظيم الجامعات.[16]
- قانون رقم 152 لسنة 2019: بشأن تعديل قانون تنظيم الجامعات.[17]
- قانون رقم 1 لسنة 2022: بشأن تعديل قانون تنظيم الجامعات.[18]

## نبذة تاريخية
- صدر المرسوم الملكى بالقانون رقم (496) لسنة 1950 الذي ينص على إنشاء مجلس أعلى للجامعات المصرية برئاسة وزير المعارف العمومية بهدف التنسيق بين الجامعات فيما يختص بالدراسة والامتحان والدرجات الجامعية وإنشاء كراسى الأستاذية ومعادلة الشهادات الأجنبية والترقيات والأكاديمية وغير ذلك من الأمور.
- ثم صدر القرار الجمهورى بقانون رقم (508) لسنة 1954 بإنشاء المجلس الأعلى للجامعات يشكل من أعضاء كلهم جامعيون (مديرو الجامعات ووكلاؤها وعضو عن كل جامعة يختاره مجلسها وثلاثة من ذوى الخبرة في شئون التعليم الجامعى).
- عقد المجلس الأعلى للجامعات الجلسة رقم (1) بتاريخ 2 أكتوبر 1954 وقد ضم كل من جامعات القاهرة، الإسكندرية، عين شمس، ورأس الاجتماع الأستاذ الدكتور محمد كامل مرسى مدير جامعة القاهرة.
- أعيد تنظيم المجلس الأعلى للجامعات بعدة قوانين متتالية هي القانون رقم 345 لسنة 1956، والذي أتبعه القرار الجمهورى رقم 184 لسنة 1958 والقوانين المنظمة المتتالية.
- ولدعم استقلالية الجامعات المصرية ومناقشة كافة شئونها صدر القانون رقم 49 لسنة 1972 لتنظيم الجامعات وقد نص في مادته رقم (12) على أن يكون للجامعات مجلس أعلى يسمى المجلس الأعلى للجامعات مقره القاهرة يتولى تخطيط السياسة العامة للتنظيم الجامعى والبحث العلمى والتنسيق بين الجامعات في أوجه أنشطتها المختلفة والجامعات المصرية التي يسر عليها هذا القانون.[19]

## اختصاصات المجلس
- معادلة الدرجات العلمية التي تمنحها المؤسسات التعليمية غير الخاضعة لقانون تنظيم الجامعات والشهادات الممنوحة من المؤسسات التعليمية الأجنبية.
- رسم الإطار العام للوائح الفنية والمالية والإدارية لحسابات البحوث والوحدات ذات الطابع الخاص في الجامعات.
- التنسيق بين الكليات والمعاهد والأقسام المتناظرة في الجامعات.
- التنسيق بين نظم الدراسة والامتحان والدرجات العلمية في الجامعات. تحديد وإنشاء تخصصات الأستاذية في الجامعات.
- وضع اللائحة التنفيذية للجامعات واللوائح الداخلية للكليات والمعاهد. التنسيق بين أعضاء هيئة التدريس في الجامعات.
- المتابعة الدورية لتنفيذ سياسات وقرارات المجلس في الجامعات. تنظيم قبول الطلاب في الجامعات وتحديد أعدادهم.
- إبداء الرأى في مقدار الإعانة الحكومية التي تمنح سنوياً لكل جامعة. رسم السياسة العامة للكتب الجامعية ووضع النظم الخاصة بها.[20]

## اللجان التابعة للمجلس الاعلى للجامعات
- لجنة المعادلة
- لجنة العلاقات الثقافية
- لجنة التخطيط لقطاعات التعليم الجامعى
- لجنة ترقيات أعضاء هيئة التدريس

## المجالس المنبثقة من المجلس الاعلى للجامعات
- المجلس الأعلى لشؤون التعليم والطلاب[21]
- المجلس الأعلى لشؤون الدراسات العليا والبحوث[22]
- المجلس الأعلى لشؤون خدمة المجتمع وتنمية البيئة[23]
- المجلس الأعلى للمستشفيات الجامعية.[24][25][26][27][28]
- المجلس الاعلي لشئون المعاهد العليا الخاصة.[29][30][31][32]
- المجلس الأعلى للتعليم التكنولوجي.[33][34][35][36][37]
- مجلس شئون فروع الجامعات الأجنبية .[38]